# ユップ・デアヴァル
ユップ・デアヴァル（Josef "Jupp" Derwall、1927年3月10日 -2007年6月26日 ）は、ドイツ、ノルトライン＝ヴェストファーレン州・ヴュルゼレン出身の元サッカー選手、サッカー指導者。

## 人物
コーチ時代を含め西ドイツ代表の指導に十数年近く携わり、1978年に監督に就任すると1980年のユーロ80優勝、1982年のFIFAワールドカップ・スペイン大会準優勝に導いた。
しかしユーロ84で1次リーグ敗退に終わると激しい非難を浴び、ドイツを離れトルコに渡った。そこでファティフ・テリムを始め、後にトルコ代表や国内のクラブの監督を務める事になる選手達を指導した事で、1990年代以降の同国の躍進に影響を与えた。またこの事が独土両国の友好に貢献したとして、アンカラ大学の名誉博士号が与えられた。
2007年、ザールラント州ザンクト・イングベルトで心臓発作により死去、80歳没。

## 選手経歴
- 1938 - 1949 :  レナニア・ヴュルゼレン
- 1949 - 1953 :  アレマニア・アーヘン
- 1953 - 1959 :  フォルトゥナ・デュッセルドルフ

## 指導者経歴
- 1959 - 1961 :  FCビエル・ビエンヌ
- 1961 - 1962 :  FCシャフハウゼン
- 1962 - 1964 :  フォルトゥナ・デュッセルドルフ
- 1964 - 1969 :  ザールラント地方協会 コーチ
- 1970 - 1978 :  西ドイツ代表 コーチ
- 1979 - 1984 :  西ドイツ代表
- 1984 - 1987 :  ガラタサライ